# Rachel Schofield
Rachel Schofield (* 3. November 1988 in Guildford als Rachel Cawthorn) ist eine ehemalige britische Kanutin.

## Leben
Rachel Schofield kam recht spät zum Kanu-Sport. Im Alter von 15 Jahren wurde sie bei einer Schulveranstaltung entdeckt und schloss sich daraufhin dem Wey Kayak Club an.
In ihrer über 15 Jahre andauernden Karriere holte Schofield unter anderem Medaillen bei Welt- und Europameisterschaften. Sie war die erste britische Athletin im Rennruder-Sport, die sowohl bei Welt- als auch bei Europameisterschaften in Olympischen Wettbewerben auf dem Podium landen konnte. Ihr größter Erfolg war hierbei der Titel bei den Europameisterschaften 2010 in Tresona über die Distanz von 1000 Metern.
Schofield nahm an den Olympischen Sommerspielen 2012 in London und 2016 in Rio teil, verpasste jedoch sowohl im Kajak-Einer als auch im Kajak-Vierer jeweils eine Medaille, wobei ihr bestes Ergebnis hierbei ein Fünfter Platz im Kajak-Vierer 2012 in London war.
Neben ihrer Karriere studierte Schofield Garten- und Landschaftsbau.
Rachel Schofield ist verheiratet mit Jon Schofield, der genau wie sie an Olympischen Sommerspielen im Kanu-Rennsport teilnahm und hierbei sogar zwei Medaillen erringen konnte. Das Paar hat eine Tochter.